# Casa Beaumont
A Casa Beaumont, ocasionalmente conhecida como Claremont, é uma residência australiana localizada no número 631 da Glynburn Road, em Beaumont, na cidade de Adelaide. Com um estilo eclético, a casa segue uma arquitetura Românico-Clássica e foi construída por Augustus Short, o primeiro bispo anglicano de Adelaide e fundador da Catedral de São Pedro.
A casa foi construída em um terreno que pertencia a Sir Samuel Davenport, um proprietário de terras de Adelaide. Após a volta de Short para a Inglaterra, Davenport comprou a casa, se tornando o segundo de cinco proprietários. Após três vendas entre 1907 e 1911, a casa foi transferida para o National Trust da Austrália em 1968.